# احجامن (فوم الجمعة الضاحية)
احجامن هو دُوَّار يقع بجماعة فم الجمعة، إقليم أزيلال، جهة بني ملال خنيفرة في المملكة المغربية. ينتمي الدوّار لمشيخة فوم الجمعة الضاحية التي تضم 6 دواوير. يقدر عدد سكانه بـ 925 نسمة حسب الإحصاء الرسمي للسكان والسكنى لسنة 2004.

## روابط خارجية
- البوابة الوطنية للجماعات الترابية
- المندوبية السامية للتخطيط